# Куштул (монастырь)
Куштул (тур. Kuştul Monastery; греч. Ιερά Μονή του Αγίου Γεωργίου Περιστερεώτα) — бывший православный монастырь, находящийся в 30 км от Трабзона.
Греческое название монастыря происходит от имени Перистереотис (слово «перистери» по-гречески означает «голубь»). Легенда гласит, что стая голубей спустилась из лесов Сурмены и привела трёх монахов, которые несли икону Святого Георгия на место, где был построен монастырь.

## История
Он был основан в 752 году и в период своего расцвета монастырь состоял из 187 келий и большой библиотеки, в которой находилось более 7000 томов сочинений. В 1203 году, после 450 лет непрерывного использования, монастырь опустел и в течение двух столетий был пуст. Монастырь был заброшен после того, как его разграбили грабители.
В 1398 году император Трапезунда Мануил III Великий Комнин дал разрешение на восстановление монастыря. Его настоятелями в то время были Феофан Лазийский (1393-1426), Варнава Лазийский (1426-49) и Мефодий Сурмайнский (1449).   В 1462 году монастырь был частично разрушен, когда грабители и мародеры украли многие из его реликвий, также многие из его сокровищ  были утеряны в пожарах 1483 года. В 1501 году монастырь был передан под непосредственную юрисдикцию (ставропигию) Константинопольского Патриархата и оставался таковой до тех пор, пока не был оставлен.
Монастырь закрылся 17 января 1923 года, когда монахи и другие понтийские греки были изгнаны в Грецию.  Монастырь с таким же названием был открыт 16 июня 1978 года в городе Науса в Греции, где похоронены монахи монастыря Куштул.  В настоящее время, монастырь заброшен и сегодня сохраняется только фундамент церкви.